# کوروتلا
کوروتلا (به انگلیسی: Korutla) یک منطقهٔ مسکونی در هند است که در Koratla mandal واقع شده‌است. کوروتلا ۳۴٫۱ کیلومتر مربع مساحت و ۸۰٬۳۱۰ نفر جمعیت دارد و ۲۸۷ متر بالاتر از سطح دریا واقع شده‌است.